# Нижнее Пиенжунги
Нижнее Пиенжунги — озеро на территории Костомукшского городского округа Республики Карелии.

## Общие сведения
Площадь озера — 1,2 км², площадь водосборного бассейна — 117 км². Располагается на высоте 108,4 метров над уровнем моря.
Форма озера лопастная. Берега изрезанные, каменисто-песчаные, преимущественно возвышенные.
Через озеро протекает река Пиенжунгийоки, впадающая в озеро Верхнее Куйто.
По центру озера расположен один относительно крупный (по масштабам водоёма) остров без названия.
На южном берегу озера располагаются садовые участки, к которым подходит просёлочная дорога.
Код объекта в государственном водном реестре — 02020000811102000003985.